# Рибас Тарас Михайлович
Тарас Михайлович Рибас (14 березня 1919, Старі Санжари, Полтавська область - 12 березня 1977, Полтава) - російський радянський письменник, брат відомого вченого в галузі електротехніки, Юрія Михайловича Рибаса.

## Біографія
Народився 14 березня 1919 року в Старих Санжарах, Полтавської області, в сім'ї земських працівників. 
Дід - Іполит Петрович Рибас був земським гласним (депутатом) і наглядачем земського училища. Батько Михайло Іполитович - учасник Першої Світової війни, телеграфіст, комісар фінансів Старо-Санжарської Ради, потім бухгалтер. Мати - Олександра Павлівна Рибас (Кислова) - завідувачка акушерським пунктом.
У 1937 році закінчив школу і вступив до Новочеркаський інженерно-меліоративний інститут. Через важку спортивну травму залишив навчання на 4-му курсі.
Брав участь у Німецько-радянській війні. У 1943 році служив в Старобільській частині ППО. Потім працював літсотрудніком Старобільської районної газети «Колгоспне життя».
Після переїзду в Луганськ з 1944 по 1959 рік працював в газеті «Ворошиловградська правда» літпрацівником, завідувачем відділом, літературним редактором. 
Протягом декількох років працював редактором обласного книжкового видавництва. 
У 1952 році заочно закінчив історико-філологічний факультет  Луганського національного університету імені Тараса Шевченко.
У 1965 році став засновником і першим керівником новоствореної Луганській письменницької організації в складі Союзу радянських письменників України.
Помер 12 березня 1977, за 2 дні до свого 58-річчя, в Полтавській лікарні, по дорозі з Києва до Луганська   .

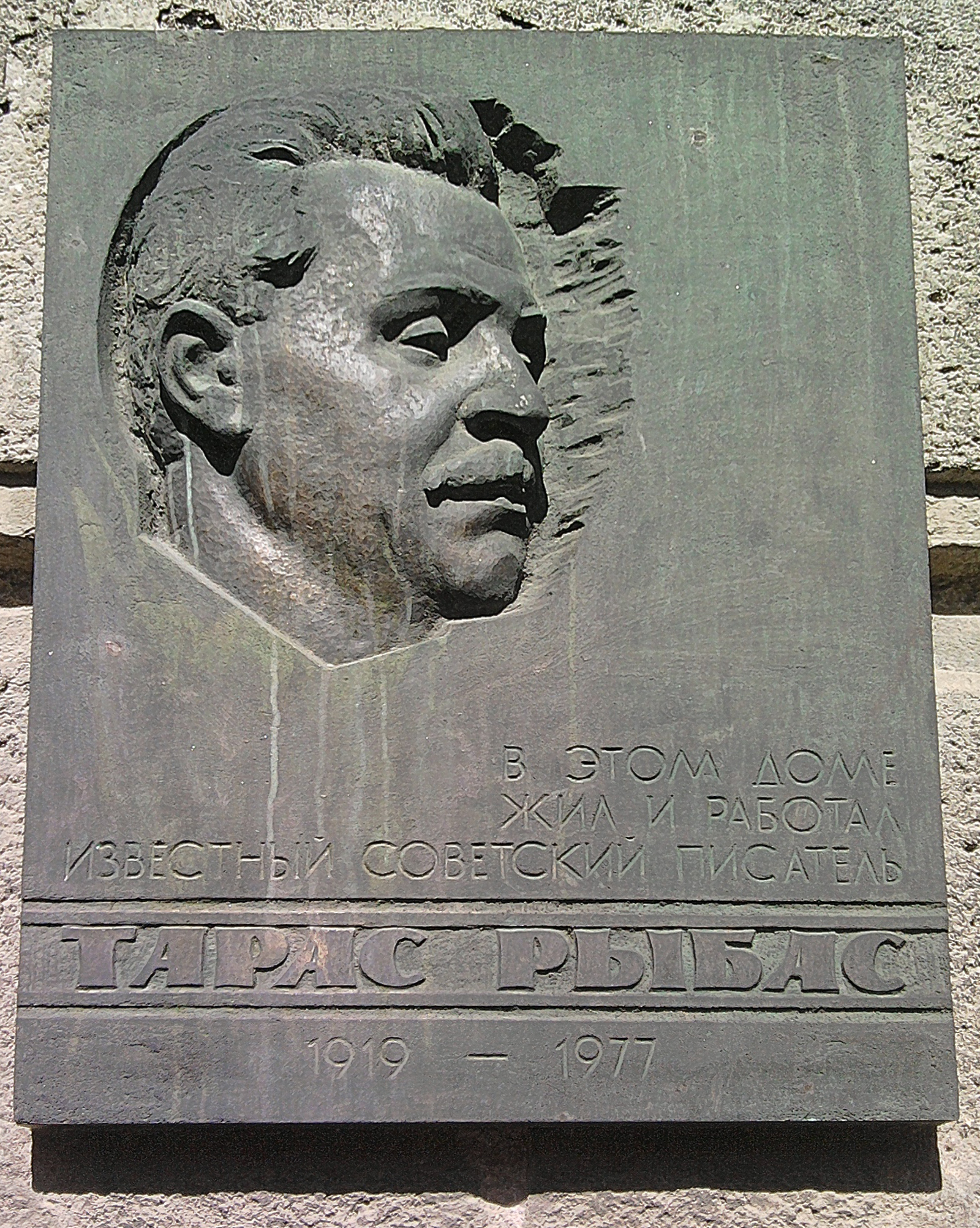
меморіальна дошка за місцем проживання в Луганську

## Творча та громадська діяльність
Найбільш масштабним твором Рибаса є роман «Червоний сніг», який отримав у 1971 році премії Спілки письменників і ВЦРПС за кращий твір робочої тематики.
Обирався членом правління Спілки письменників України, членом Республіканського Комітету по Шевченківських премій. 
Був кандидатом в члени обкому КПРС. 
Відзначений орденом Трудового Червоного Прапора.

## Особисте життя
Дружина - Ірина Петрівна Рибас. 
Діти - Наталя та Олексій.

## Твори

### Нарис
- «Зачаровані»

### Оповідання
- «Зустрічі» (1955)
- «Марійка» (1959)

### Повісті
- «Небо буде ясним» (1962)
- «Відчайдушна» (1966)
- «Весела гора» (1968)
- «Новосілля» (1969)

### Романи
- «Син загиблого» (1965)
- «Червоний сніг» (1971)
- «Голос чистих джерел» (1977)

## Пам'ять
На честь письменника названо вулиці в місті Старобільськ та у Луганську  .